# لاس (فیلم)
لاس (انگلیسی: The Flirt) یک فیلم کمدی صامت کوتاه به کارگردانی هارولد لوید و بیلی گیلبرت است که در سال ۱۹۱۷ منتشر شد.

## بازیگران
- هارولد لوید
- اسناب پالرد
- بل میچل
- ببه دنیلز
- سمی بروکس
- گاس لئونارد